# دهستان ساردوئیه
دهستان ساردوئیه نام دهستانی در بخش ساردوئیه شهرستان جیرفت، استان کرمان در ایران است. براساس سرشماری مرکز آمار ایران در سال ۱۳۸۵، جمعیت آن ۱۲۵۹۴ نفر (۲۳۲۶ خانوار) بوده‌است.